# Swartzia peremarginata
Swartzia peremarginata är en ärtväxtart som beskrevs av John Macqueen Cowan. Swartzia peremarginata ingår i släktet Swartzia och familjen ärtväxter. Inga underarter finns listade i Catalogue of Life.